# Parque Pierre Dubois
El Parque Pierre Dubois es un parque público de 10,7 hectáreas situado en la comuna de Pedro Aguirre Cerda en la ciudad de Santiago, Chile.

## Historia y características
El  parque lleva el nombre de Pierre Dubois, un sacerdote francés-chileno destacado por su defensa de los derechos humanos durante la dictadura militar de Augusto Pinochet. Gran parte de su trabajo lo realizó viviendo en la Población La Victoria, un sector ubicado junto al actual parque.
Ubicado frente al Parque André Jarlán y construido sobre un antiguo vertedero en la comuna de Pedro Aguirre Cerda, el parque fue inaugurado oficialmente en marzo de 2018.
El parque cuenta con dos canchas de tenis, cuatro canchas multiuso asfaltada, dos canchas de babyfútbol de pasto sintético, una cancha de fútbol de pasto sintético con iluminación estándar FIFA, un skatepark y una cancha de patinaje. Asimismo, cuenta con un circuito de ejercicios para adultos mayores, juegos infantiles y quinchos.
En 2021 se implementó un programa educativo enfocado al cuidado de medio ambiente, donde se imparten guiados de reciclaje, avistamiento de aves, compostaje y lombricultura.